# Cantó de Lambesc
El cantó de Lambesc és un cantó francès del departament de les Boques del Roine, situat al districte d'Ais de Provença. Té 4 municipis i el cap és Lambesc.

## Municipis
- Charlaval
- Lambesc
- Ronha
- La Ròca d'Antarron
- Sant Canat
- Sant Estève Genson

| Data d'elecció                           | Identitat       | Partit                 | Qualitat |
| ---------------------------------------- | --------------- | ---------------------- | -------- |
| 1967-1998                                | Gilbert Pauriol | SFIO, després PS i PRG |          |
| 1998-                                    | Jacky Gérard    | PS                     |          |
| les dades anteriors no són pas conegudes |                 |                        |          |